# Cuerdas (cortometraje de 2022)
Cuerdas es un cortometraje de la directora alavesa Estibaliz Urresola estrenado en 2022. La quinta obra de la cineasta laudiotarra se presentó en la Semana de la Crítica de Cannes y ganó el premio Rails d'Ory. También obtuvo el premio Forqué 2022 al mejor cortometraje.

## Sinopsis
En un pueblo industrial, un coro de mujeres ha perdido su financiación municipal, y una empresa local, principal responsable de la alta contaminación que rodea al pueblo, se ofrece a patrocinar el coro. Los miembros tendrán que decidir si lo aceptan o no, la supervivencia del coro está en juego.

## Reparto
- Begoña Suárez
- Miguel Garcés
- Xanti Agirrezabalaga
- Jone Laspiur
- Oier Zúñiga
- Ainhoa Jauregi